# Amerikai Horror Story: Két történet
Az Amerikai Horror Story című sorozat tizedik évada, melynek eredeti alcíme Double Feature. A már megszokott csatornán, az FX-en mutatták be 2021. augusztus 25-e és 2021. október 20-a között. 
A korábbi évadokból visszatérő színészek táborát erősíti Sarah Paulson, Leslie Grossman, Billie Lourd, Evan Peters, Adina Porter, Lily Rabe, Angelica Ross, Finn Wittrock, Frances Conroy és Denis O’Hare. Hozzájuk csatlakozik Macaulay Culkin és Neal McDonough.

## Szinopszis
Az évadon belül 2 történetet ismerhetünk meg:
- A Vörös Apály hat epizódon keresztül mutatja be Cape Town városát és annak különös lakóit.
- A Halál Völgye négy részben mesél a földönkívüliek inváziójáról, Eisenhower elnökségétől egészen 2021-ig.

## Szereplők
| Első rész: A Vörös Apály     | Első rész: A Vörös Apály | Első rész: A Vörös Apály | Első rész: A Vörös Apály                                  | Első rész: A Vörös Apály |
| Alakító                      | Magyar hang              | Szerep                   | Leírás                                                    | Epizód                   |
| ---------------------------- | ------------------------ | ------------------------ | --------------------------------------------------------- | ------------------------ |
| Frances Conroy               | Igó Éva                  | Belle Noir               | Erotikus regényíró, aki "eladta a lelkét a sikernek".     | 6/6                      |
| Finn Wittrock                | Szatory Dávid            | Harry Gardener           | Alkotói válságban szenvedő forgatókönyvíró.               | 5/6                      |
| Evan Peters                  | Czető Roland             | Austin Sommers           | Belle társa - író, Provincetown szezonális lakosa.        | 5/6                      |
| Ryan Kiera Armstrong         | Kobela Kíra              | Alma Gardener            | Harry és Doris lánya - maximalista hegedűművész.          | 5/6                      |
| Leslie Grossman              | Nádasi Veronika          | Ursula                   | Harry gyanakvó főnöke - irodalmi ügynök.                  | 5/6                      |
| Macaulay Culkin              | Rada Bálint              | Mickey                   | Álmodozó prostituált, aki forgatókönyvíró szeretne lenni. | 5/6                      |
| Lily Rabe                    | Solecki Janka            | Doris Gardener           | Harry terhes felesége - egykor tanár, ma lakberendező.    | 4/6                      |
| Sarah Paulson                | Peller Anna              | Gümőkóros Karen          | Helyi furcsa lakos, aki tuberkulózisban szenved.          | 4/6                      |
| Denis O’Hare                 | Harsányi Gábor           | Holden Vaughn            | Provincetown-beli lakberendező, a városi tanács tagja.    | 4/6                      |
| Angelica Ross                | Bánfalvi Eszter          | A vegyész                | Egy különleges gyógyszer feltalálója.                     | 3/6                      |
| Adina Porter                 | Balogh Anna              | Burelson főparancsnok    | Helyi rendőrnő.                                           | 3/6                      |
| Billie Lourd                 | Csifó Dorina             | Dr. Lark Feldman         | Rejtélyes fogorvos és tetoválóművész.                     | 3/6                      |
| Második rész: A Halál Völgye |                          |                          |                                                           |                          |
| Alakító                      | Magyar hang              | Szerep                   | Leírás                                                    | Epizód                   |
| Neal McDonough               | Csankó Zoltán            | Dwight Ike Eisenhower    | Az Államok elnöke, aki idegenekkel lép kapcsolatba.       | 1/4                      |
| Sarah Paulson                | Peller Anna              | Mamie Eisenhower         | Dwight felesége, az Államok first lady-je.                | 1/4                      |
| Lily Rabe                    | Solecki Janka            | Amelia Earhart           | Női pilóta, akinek egykor nyoma veszett.                  | 1/4                      |
| Kaia Gerber                  | Kardos Eszter            | Kendall Carr             | Harvardos lány, aki mindenkinél jobb akar lenni.          | 1/4                      |
| Nico Greetham                | Markovics Tamás          | Cal Cambon               | Princetonos fiú, aki meg akarja hódítani a világot.       | 1/4                      |
| Isaac Cole Powell            | Baráth István            | Troy Lord                | Princetonos srác, aki ügyvéddé szeretne válni.            | 1/4                      |
| Rachel Hilson                | Hermann Lilla            | Jamie Howard             | Yale hallgató, aki épp egy szakítást dolgoz fel.          | 1/4                      |
| Rebecca Dayan                |                          | Maria Wycoff             | Háziasszony, akit az idegenek irányítanak.                | 1/4                      |
| Leslie Grossman              | Nádasi Veronika          | Dr. Calico               |                                                           |                          |
|                              |                          | Jackie Kennedy           |                                                           |                          |
| Mike Vogel                   |                          | John Kennedy             |                                                           |                          |
| Alisha Soper                 |                          | Marilyn Monroe           |                                                           |                          |
| Craig Sheffer                | Forgács Péter            | Richard Nixon            |                                                           |                          |

## Epizódok

### A vörös apály
| Sor. | Év. | Cím                              | Rendező        | Író                         | Premier                               | Nézettség   |
| --- | --- | -------------------------------- | -------------- | --------------------------- | ------------------------------------- | ----------- |
| 104. | 1.  | A rettegés foka (Cape Fear)      | John J. Gray   | Ryan Murphy és Brad Falchuk | 2021. augusztus 25. 2022. június 14.  | 0,93 millió |
| Harry Gardner és terhes felesége Doris valamint lányuk, Alma, New Yorkból három hónapra elutaznak a massachusettsi Provincetownba. Harry írói válsága miatt az ihletért jött e helyre, felesége pedig lakberendező, a kibérelt házat akarja átrendezni, lányuk pedig hegedűművész. Doris és Alma sétálni indulnak amikor a temetőből egy sápadt férfi támad rájuk. Sikerül haza érniük majd Burleson rendőrnő megnyugtatja a családot hogy a város biztonságos hely és csak valami drogfüggő lehetett a támadó. Egyik este Harry kimegy a Muse nevű helyi bárba, ahol találkozik Belle Noirral és Austin Sommersszel, akik szintén írók. Harry örömmel beszél velük a művészetről és az írásról. Miután Harry hazatér a sápadt férfi rátámad, de a férfi önvédelemből megöli a támadót. Másnap Gardner-ék azt tervezik, hogy végleg elhagyják Provincetown-t, de mielőtt elmennének, Harryt felhívják Austin, aki egy tasak fekete bogyót ad át és azt mondja neki ez majd átsegíti őt a válságon. Harry először nem akarja de végül magával viszi a tablettákat. Pakolás közben a férfi főnöke nyomást helyez rá hogy mindenképp írja meg a forgatókönyvet így Harry bevesz egy tablettát. Alma az eset szemtanúja lesz. |     |                                  |                |                             |                                       |             |
| 105. | 2.  | Karó (Pale)                      | Loni Peristere | Brad Falchuk és Ryan Murphy | 2021. augusztus 25. 2022. június 14.  | 0,58 millió |
| Épp mikor hazaindulna a család a tabletta hatása azonnali hat Harry-re és megszállottan írni kezd. Alig eszik, nem alszik csak ír és ír. Négy óra alatt el is készül az egész pilot forgatókönyvével. Harry ügynöke, Ursula értesíti, hogy a műsorát a Netflix megvásárolta, és Joaquin Phoenix ingyen szeretne szerepelni benne. Ezután Harry elkezdi kívánni a vér ízét és amikor Doris elvágja az ujját abból szívja ki a vért. Austin elmagyarázza neki, hogy az általa Múzsának nevezett tablettának köszönhető ez e hirtelen megugrott teljesítménye. A tabletta a "tehetségtelenek-re" negatív hatása vanː szörnyű, sápadt lényekké válnak és állandó vérszomjat éreznek. A tehetségeseknél "csak" a vérszomj jelentkezik és időközönként muszáj vért inniuk. Addig ad megnövekedett tehetséget az adott embernek amíg folyamatosan szedi a tablettát. Harry ezt nem folytatná tovább de amikor újra elkezdene írni semmi nem jut eszébe, így visszamegy Austin-hoz a bogyókért. Egy Mickey nevű prostituált, aki szintén arról álmodik, hogy forgatókönyvírói pályáról álmodik tablettát ellop Belle Noirr-tól. Gümőkóros Karen aki egy hajléktalan épp Mickey-nél száll meg és a nő visz Belle Noirr-nak áldozatokat drogért cserébe. A nő tudja mit okoz a tabletta és korábban Harry-t is próbálta figyelmeztetni. Mickey-t is próbálja lebeszélni a használatáról de hiába. Austin, Belle és Harry is vadászatra mennek majd miután Belle megöl egy drogos, a vérét szívják. Később Harry is gyilkosságot követ el a vérért cserébe. Alma egy nehéz zenei darabot próbál eljátszani de sehogysem sikerül neki így apja tablettájából bevesz egyet. A hatás hamarosan jelentkezik és kiválóan adja elő a darabot. Később lekicsinyli anyját és már ő sem akar elmenni a városból. Másnap reggel Alma eltűnik otthonról, de kiderül hogy Harry megengedte neki, hogy egyedül menjen sétálni. Doris kétségbeesetten keresi Almát, és egy temetőben találja meg a lányt ahol felfal egy állatot. |     |                                  |                |                             |                                       |             |
| 106. | 3.  | Vérbüfé (Blood Buffe)            | Axelle Carolyn | Brad Falchuk                | 2021. szeptember 1. 2022. június 14.  | 0,70 millió |
| Amíg Doris Almát mosdatja a vértől megérkezik a rendőrfőnők és ki akarja hallgatni a kislányt, viszont Doris rosszul lesz és kórházba kerül egy másik városban így elmarad a kihallgatás. Ursula megérkezik Provincetown-ba, hogy ellenőrizze Harryt. A nő a Muse-ban sértegeti kezdi Belle és Austin előadását. Másnap Mickey arra kéri Ursulát, hogy olvassa el a forgatókönyvét mivel hallotta hogy ügynök. Ursula elképed Mickey tehetségétől de egyben gyanakodni is kezd hogy egy férfi prosti hogyan lehet egy csapásra ilyen tehetséges. A fiú mesél a tablettákról és találkozni akar a Vegyésszel. Mickey besurran Belle házába, hogy tablettákat lopjon a nőnek. Eközben Belle és Austin megtudják, hogy Alma is bevett egy tablettát és megfenyegetik Harry-t. Belle megparancsolja Mickey-nek, hogy ölje meg Ursulát, de ehelyett elviszi egy találkozóra a Vegyésszel. Ursula üzleti ajánlatot tesz amit a nő el is utasít majd értesíti Belle-t és Austin-t. Követeli tőlük hogy iktassák ki őket valamint Harry-t és a családját is vagy nem kapnak több bogyót. Amíg Harry elmegy vadászni Ursula vigyáz a kislányra. Burleson rendőrfőnök a házuk előtt várakozik míg a férfi elmegy és kérdőre vonja a kislányt mi folyik a városban majd be akarja vinni. Ekkor Alma megöli a rendőrnőt. |     |                                  |                |                             |                                       |             |
| 107. | 4.  | Szomjúság (Thirst)               | Loni Peristere | Brad Falchuk                | 2021. szeptember 8. 2022. június 14.  | 0,61 millió |
| Ebben a részben megismerjük a Vegyész és a tabletták történetét. Öt évvel korábban a Vegyész Provincetown-ba költözik és fizet Mickey-vel és neki ajánlja fel először a bogyókat de ő nem kér belőle. Pénzért viszont hoz alanyokat a teszteléshez. Először Mickey barátja, Vlad az énekes próbálja ki de ő tehetségtelennek bizonyul és folyamatos leépülés folyamán kihullik a haja és a bőre fehér lesz. A következő alany Belle Noir az írónő. Ő tehetségesnek bizonyul és egy este alatt megírja új könyvét. Ő nála is fellép a vérszomj és megöli férjét. Két évvel később Vlad teljesen ronccsá válik és ő lesz az sápadt ember. A vérszomj jelentkezik is rajta és a temetőben megöl egy nőt. (Ő volt aki az első részben Doris-ra és Alma-ra támadt.) Belle részt vesz egy karaoke esten ahol Austin is fellép a bárban. Meglátja benne a tehetséget és felajánlja neki a pirulát. Aznap este elmennek egy házba és 2 ember meg is ölnek. Egy lakó elmenekül de őt a temetőben Vlad öli meg. |     |                                  |                |                             |                                       |             |
| 108. | 5.  | Gázláng (Gaslight)               | John J. Gray   | Brad Falchuk és Manny Coto  | 2021. szeptember 15. 2022. június 14. | 0,64 millió |
| Doris megszüli a kisbabáját. Alma egyik este a baba vérét szívja és Doris meglátja. Harry és Ursula az esetet egy rossz álomnak állítják be az anya előtt de Alma végül felfedi az igazságot és azt akarja anyja is tartozzon közéjük. Sem Harry sem maga Doris sem akarja ezt. Később Alma mégis rábeszéli anyját hogy vegye be a tablettát. Eközben Belle felkeresi Karent és megparancsolja neki, hogy lopja el az újszülöttet mert a babák vére friss és tiszta. Mickey eközben sikeres íróvá vált. Karen meggyőzi őt hogy mentsék meg a babát Belle-től. Miután betörnek meglátják a kopaszodó Dorist és elmenekülnek. A nőt megtámadják a sápadtak de Mickey közbelép és megkéri barátját vegye be a bogyót mert csak így menekülhet meg (a sápadtak nem támadják meg a tehetségeseket). A nő nemet mond és Mickey magára hagyja, viszont Karen a félelemtől mégis beveszi a tablettát. Az átalakulófélben lévő Doris megölné kisfiát de Harry közbelép és bezárja a fürdőszobába. Másnap Harry szabadon engedi a nőt és e sápadt teremtményként barangol tovább Provincetown-ban. Karen és Mickey tengerpartra tartanak hogy a nő megfesthesse élete képét. Karen megöli barátját, a vérét szívja majd miután megfestette a képet felvágja a kezét és a tengerbe veti magát. Ursula és Alma a Vegyészhez tartanak hogy megköthessék a korábban felajánlott üzletet. |     |                                  |                |                             |                                       |             |
| 109. | 6.  | Téli gyilkosságok (Winter Kills) | John J. Gray   | Brad Falchuk és Manny Coto  | 2021. szeptember 22. 2022. június 14. | 0,63 millió |
| Holden Vaughn, a neves belsőépítész és a városi tanács tagja felhívja Belle és Austin figyelmét hogy a tablettás ügy már kezd túlmenni egy határon. A városi tanács elnézte a téli gyilkosságaikat cserébe nyáron fellendülhet a turizmus. Ez most veszélybe kerül mivel Harry és a lány felborítják az egyensúlyt mert egy halászhajó felfedezte Burleson főnök holttestét és egy Massachusettsből egy újabb rendőrt küldtek kivizsgálni az ügyet. Harry eldönti hogy abbahagyják a bogyók szedését, de eközben a fiát, Elit elrabolják. Harry fenyegető levelet talál Belle-től. Ursula a sápadt emberek kisebb csoportját összegyűjti és ad nekik a tablettából, miközben Harry és Alma tanácskoznak Belle-lel és Austin-nal. A sápadtak betörnek a házba és megölik Belle-t és Austin-t. Ezután Alma megöli saját apját, mert akadályozná karrierjében, majd a vérét szívja. Három hónappal később Alma Los Angelesben él Eli-vel, Ursulával és a Vegyészzel. Egy egyetemen előadáson Ursula bemutatja a tablettát egy íróhallgató osztálynak. Alma részt vesz egy válogatáson ahol a végén ketten maradnak de mivel ellenfele sértegette ezért megöli őt. Miután tömegek fértek már hozzá a tablettákhoz és sok volt köztük tehetségtelen ember, így eluralkodik a városban a káosz. A Vegyész ezt megunva úgy dönt hogy elhagyja a várost a kis Eli-vel. |     |                                  |                |                             |                                       |             |

### A halál völgye
| Sor. | Év. | Cím                                        | Rendező                      | Író                                                      | Premier                               | Nézettség   |
| --- | --- | ------------------------------------------ | ---------------------------- | -------------------------------------------------------- | ------------------------------------- | ----------- |
| 110. | 7.  | Vezess a vezérhez (Take Me to Your Leader) | Max Winkler                  | Brad Falchuk, Kristen Reidel és Manny Coto               | 2021. szeptember 29. 2022. június 14. | 0,69 millió |
| 1954-ben az új-mexikói Albuquerque-ben porördögök jelennek meg és egy fehér fénycsóva eltüntet egy kisfiút. A fiú egy Maria Wycoff nevű nő gyermeke akit feltételezhetően az idegenek rabolnak el. Később a fiú visszatér és valami vagy valaki átveszi az irányítást fölötte. Később apja is hazaérkezik és látja hogy felesége lebeg a házban. A nő felrobbantja férje fejét. Dwight D. Eisenhower elnököt értesítik egy rejtélyes esetről Palm Springsben. Egy katonai konvojjal elindul hogy megnézze a légierő által lelőtt titokzatos repülőgépet. Egy repülő csészealjat fedeznek fel és van is egy holttest amit a gépben találtak. A távolban egy zavarodott fiatal nőt fedeznek fel, hátán rejtélyes nyomokkal, aki nem más mint Amelia Earhart. Állítása szerint ismeretlenek vért vettek tőle, és dolgokat tettek bele. Később zavarodott állapotba kerül és nem tudja hol van. Az elnök és az orvosok sem tudjál mire vélni a helyzetet mert a nő közel 20 éve eltűnt és közel 60 évesnek kéne lennie. Az orvosok megállapítják hogy a nő gyermeket vár. Az idegen boncolása közben a két orvos arcára egy fura dolog ugrik majd felrobban a fejük. Az elnök és emberei menekülőre fogják de az idegen által megszállt Maria megöl pár testőrt majd Eisenhowert fenyegetően felkéri hallgassa meg őt. Napjainkban 4 barát Troy, Cal, Kendall és Jamie kirándulni indulnak sivataghoz. Egyik nap egy tónál pihennek, de másnap azt fedezik fel hogy a tó hirtelen eltűnt. Egy csapat félbevágott szarvasmarha csordát is találnak vérfoltok. Ennek hatására inkább hazaindulnak de hirtelen leáll az autójuk és egy titokzatos fényből egy idegen lép elő majd megtámadja őket egy csápos lény. Később magukhoz térnek és tovább indulnak. Hazaérkezvén mindannyian rosszul vannak és folyamatosan hányak. A rész végén kiderül hogy mind a négyen terhesek... |     |                                            |                              |                                                          |                                       |             |
| 111. | 8.  | Belül (Inside)                             | Tessa Blake                  | Brad Falchuk, Kristen Reidel és Manny Coto               | 2021. október 6. 2022. június 14.     | 0,48 millió |
| 1963-ban Eisenhower volt elnök tájékoztatja John F. Kennedy-t hogy az előző elnökség alatt elnöksége alatt létrejött egy egyezség az idegenek között miszerint évente 5000 amerikai elrablását teszi lehetővé az idegen technológiáért cserébe. Kennedy azt tervezi, hogy kilép a szerződésből és nyilvánosságra hozza azt, de még mielőtt ezt megtehette volna, meggyilkolják. Visszaugorva az időben, 1954-ben a megszállt Maria elmondja Eisenhower-nek, hogy céljuk a népük megmentése és hibrideket akarnak létrehozni hogy túléljék a földi környezetet. Tájékoztatja hogy az első alany nem vált be, majd a lény elhagyja a testet és a nő feje felrobban. Az első kísérleti alany Amelia volt akit a megszületett lény megölt és az ott tartózkodó orvosokat is. A torz lényt az elnök öli meg. Az elnök nem akar belemenni az alkuba ezért felesége, Mamie az alelnököt, Richard Nixon-t kéri meg hogy beszélje rá férjét az egyezségre. Ez később kiderül és Eisenhower mérgesen kérdőre vonja feleségét és már biztos is abban hogy el kell utasítani az alkut. Ekkor az idegen felfedi magát az elnök felesége képében és rákényszeríti az egyezségre. Napjainkban a 4 barát elmennek Jamie orvosához aki megvizsgálja őt. Az orvos rémülten kiszalad a vizsgálóból. Hamarosan ügynökök érkeznek és az orvost megölik valamint a 4 fiatalt elkábítják és elrabolják. Kendall felébred és egy maszkos valaki vizsgálja őket. Később egy egy fehér szobában futnak össze a csapat többi tagjaival. A teremben találkoznak Calico-val akin már évtizedeken keresztül többször is kísérleteztek és nem öregedett meg. Troy kikel magából és balhézni kezd amiért az ügynökök elviszik. Az álarcos személyhez viszik, akiről kiderül, hogy egy hibrid. Troy-nál épp megindul a szülés... |     |                                            |                              |                                                          |                                       |             |
| 112. | 9.  | Kék hold (Blue Moon)                       | Laura Belsey és John J. Gray | Kristen Reidel, Manny Coto és Reilly Smith               | 2021. október 13. 2022. június 14.    | 0,57 millió |
| Ismét 1954-ben járunk, Eisenhower az idegenekkel kötött szerződés következményei emésztik. Három évvel később több mint 298 emberrablást figyeltek meg, de az idegenek nem biztosítottak új technológiát amit az egyezséggel együtt járt volna. A lények egy android közvetítőt küldenek Valiant Thor személyében a Fehér Házba, ahol egy kézi számítógépet mutat be az ott lévőknek. Eisenhower felfedezi, hogy idegen hibrideket tárolnak a Fehér Ház pincéjében. Valiant felveti hogy kellene egy új hely számukra mert a mostanit kezdik kinőni. Az elnök felesége megemlít egy helyet Nevadában ahol régebben jártak. Eisenhower ki is sajátítja a helyet az állam részére és át is adja nekik a területet amit 51-es körzetnek neveznek el. Kennedy az elnöksége alatt összeszűrte a levet Marilyn Monroe-val akinek elkotyogta a lényekkel való egyezséget. Később Nixon olyan felvételt mutat Eisenhower-nek amin Marilyn kiadja az információt. Ezután két lény megtámadja a nőt és gyógyszer túladagolásnak állítják be a halálát. Hat évvel később Eisenhower és Nixon elkísérik az aktuális elnököt, Lyndon B. Johnson-t a létesítménybe, ahol találkoznak Thorral, és megmutatják neki egy raktárt, amely tele van hibridekkel. Napjainkban Troy sikeresen megszül egy hibrid babát, de az idegenek megölik, mert nem felelt meg az előírásoknak. Egy héttel később csatlakozik barátaihoz. Calico, aki már több kísérlet alanya is volt elmeséli nekik történetét. Egy bárban dolgozott amikor meglátta Neil Armstrong és Buzz Aldrin-t akiknek épp az űrben kellett volna lenniük. A lét férfi elkotyogja neki hogy több napon át próbálták a holdra szállást. A nő még aznap este elrabolják az ügynökök. Calico egy szobában ébred terhesen. Ébredés után sétálgatni kezd az épületben amikor betéved a holdra szállás egy újabb próbájára amit épp Stanley Kubrick rendez. Ezután Cal-nak szülési fájdalmai vannak, de nem akarja hogy a lények elvegyék a babát. Troy titokban segít neki megszülni hibrid babáját, anélkül hogy ellenőriznék a szülést. Sikerrel jár viszont az újszülött egy polipszerű lény és megtámadja Cal-t. |     |                                            |                              |                                                          |                                       |             |
| 113. | 10. | A tökéletes jövő (The Future Perfect)      | Axelle Carolyn               | Brad Falchuk, Manny Coto, Kristen Reidel és Reilly Smith | 2021. október 20. 2022. június 14.    | 0,58 millió |
| 1972-ben Nixon a jelenlegi elnök és zúgolódik a nép a Vietnámi háború miatt. Henry Kissinger külügyminiszterrel együtt kérdőre vonja Thor-t, mikor lesz vége az egész ember elrablási ügynek. A férfi 2021-re datálja a sikeresség évét ami még 50 év. Thor megnyugtatja őket, hogy sok elterelést terveznek a nyilvánosság figyelmének elterelése érdekében. Három évvel korábban Eisenhower a halálos ágyán fekszik Mamie-vel az oldalán. Thor halhatatlanságot ajánl fel neki, de ő elutasítja és inkább meghal. Mamie viszont elfogadja az ajánlatot. 1979-ben meghamisították a nő halálát és az 51-es körzetbe költözik ahol találkozik Calicóval. Napjainkban a fegyveres biztonságiak riasztást kapnak a bázisból egy haláleset miatt. Megtaláljál Troy és Cal holttesté.Az újszülött lény megtámadja az egyik katonát, de a többi fegyveres megöli a lényt és a társukat is. Théta, aki a szüléseket vezeti, kivégezteti a csapatot amiért az újszülött lényt megölték. Jamie és Kendall megtalálják a halott Troy-t és Cal-t de Théta elviszi őket a szülőszobára. Jamie gyermeke nem megfelelő így a babát és anyját is megölik. Kendall viszont tökéletes egyedet hoz a világra így őt csak lefejezik és a testét életben tartják egy mechanikus eszköz segítségével a további lények szülése miatt. Theta Kendall testének klónozását és a terhességi idő lerövidítését tűzi ki célul hogy minél hamarabb megszülethessenek az egyedek. Mamie megtudja Thor valódi tervét miszerint az emberiséget ki fogják irtani hogy nyugodtan elfoglalhassák a Földet. Calico-val együtt megpróbálja megállítani Thetát, de a lény megöli a nőt. Calico nem állt barátja mellé így az ő jutalma az hogy a lények nevelőanyja lehet. |     |                                            |                              |                                                          |                                       |             |